# Þorsteinn Bjarnason
Þorsteinn Bjarnason (22 marzo 1953) è un ex calciatore islandese, di ruolo portiere.

## Carriera

### Club
Legato in patria alla squadra del Keflavik, fuori dai confini nazionali ha giocato in belgio nel R.A.A. Louviéroise.

### Nazionale
In Dal 1978 al 1986 vanta 28 presenze nella nazionale islandese.